# Longchuanacris macrofurculus
Longchuanacris macrofurculus är en insektsart som beskrevs av Zheng, Z. och Peng Fu 1989. Longchuanacris macrofurculus ingår i släktet Longchuanacris och familjen gräshoppor. Inga underarter finns listade i Catalogue of Life.